# 頃王 (周)
頃王（けいおう、? - 紀元前613年）は、中国の春秋時代の周の王。姓は姫、名は壬臣。

## 生涯
周の襄王の子として生まれた。紀元前619年8月、襄王が死去すると、頃王は後を嗣いで周王として即位した。
紀元前618年春、頃王は毛伯衛を魯に派遣して、襄王の葬儀費用の負担を求めた。
紀元前613年春、頃王は死去し、子の姫班（匡王）が後を嗣いだ。ときに周公閲と王孫蘇が周の政権を争っていたため、訃告がなかった。

## 子女
- 姫班（匡王）
- 姫瑜（定王）
- 姫季子（劉康公）